# Jaws of Steel
Pour plus de détails, voir Fiche technique et Distribution.
Jaws of Steel est un film américain réalisé par Ray Enright et sorti en 1927, mettant en vedette le chien Rintintin.

## Fiche technique
- Réalisation : Ray Enright
- Scénario : Darryl F. Zanuck, Charles R. Condon
- Production : Warner Bros.
- Photographie : Barney McGill
- Durée : 6 bobines[1]
- Date de sortie : 10 septembre 1927

## Distribution
- Rin Tin Tin : Rinty
- Jason Robards Sr.: John Warren
- Helen Ferguson : Mary Warren
- Mary Louise Miller : Baby Warren
- Jack Curtis: Thoms Grant Taylor
- Bob Perry : le sheriff
- Buck Connors : Alkali Joe